# Duché de Teschen
1290–1918
Entités précédentes :
- Duché de Ratibor

Entités suivantes :
- Voïvodie de Silésie (Deuxième République de Pologne)
- République tchécoslovaque

Le duché de Teschen (en polonais : Księstwo Cieszyńskie), ou duché de Cieszyn (en allemand : Herzogtum Teschen) ou duché de Těšín (en tchèque : Těšínské knížectví, en latin : Ducatus Tessinensis), est un ancien duché héréditaire en Haute-Silésie, ayant pour chef-lieu la ville de Cieszyn (Teschen).
Le duché de Teschen est né en 1290, à l'époque du morcellement féodal du royaume de Pologne en nombreux petits duchés, souvent rivaux. Jusqu'en 1653, le duché est gouverné par des ducs issus de la dynastie polonaise des Piast. En 1327, il devient un fief des rois de Bohème. En 1526, la couronne de Bohême tombe aux mains des Habsbourg. Lorsque la lignée des ducs de Teschen s'éteint en 1653, leur fief revient à la couronne de Bohême et par conséquent à la monarchie de Habsbourg.
Au XVIIIe siècle, alors que l'essentiel de la Silésie est conquis par le roi de Prusse Frédéric II en 1742 et annexé au royaume de Prusse, le duché de Teschen est intégré au pays héréditaire de Silésie autrichienne. Le titre de duc de Teschen est porté par les archiducs d'Autriche de la maison de Habsbourg-Lorraine jusqu'en 1918.
Après l'effondrement de l'empire austro-hongrois à la suite de la Première Guerre mondiale et après un conflit frontalier en 1919, le territoire de l'ancien duché est partagé le long de la rivière Olza entre la Pologne et la République tchécoslovaque.

## Histoire

Le duché de Silésie après la première division en 1172/73, le duché de Ratibor avec Teschen est en jaune.

Depuis que la dynastie des Piast y prend le pouvoir au IXe siècle, la Haute-Silésie fait partie intégrante de l’État polonais. Cependant depuis la fin du Xe siècle, le royaume de Pologne des premiers Piasts doit batailler ferme avec les princes de Bohême pour la suprématie en Silésie. Il faut attendre l'année 1137 pour qu'un traité de paix fixe la frontière entre les deux États le long des Sudètes.

### Le duché des Piast
En 1138, le duc de Pologne Bolesław III Bouche-Torse partage son royaume entre ses fils. Au fil du temps, leurs duchés héréditaires subissent un morcellement progressif aboutissant à la formation de multitudes de petites principautés. Cette période du démembrement territoriale du royaume de Pologne s’achèvera seulement en 1320 avec la réunification des terres polonaises et le couronnement du roi Ladislas Ier de Pologne. 

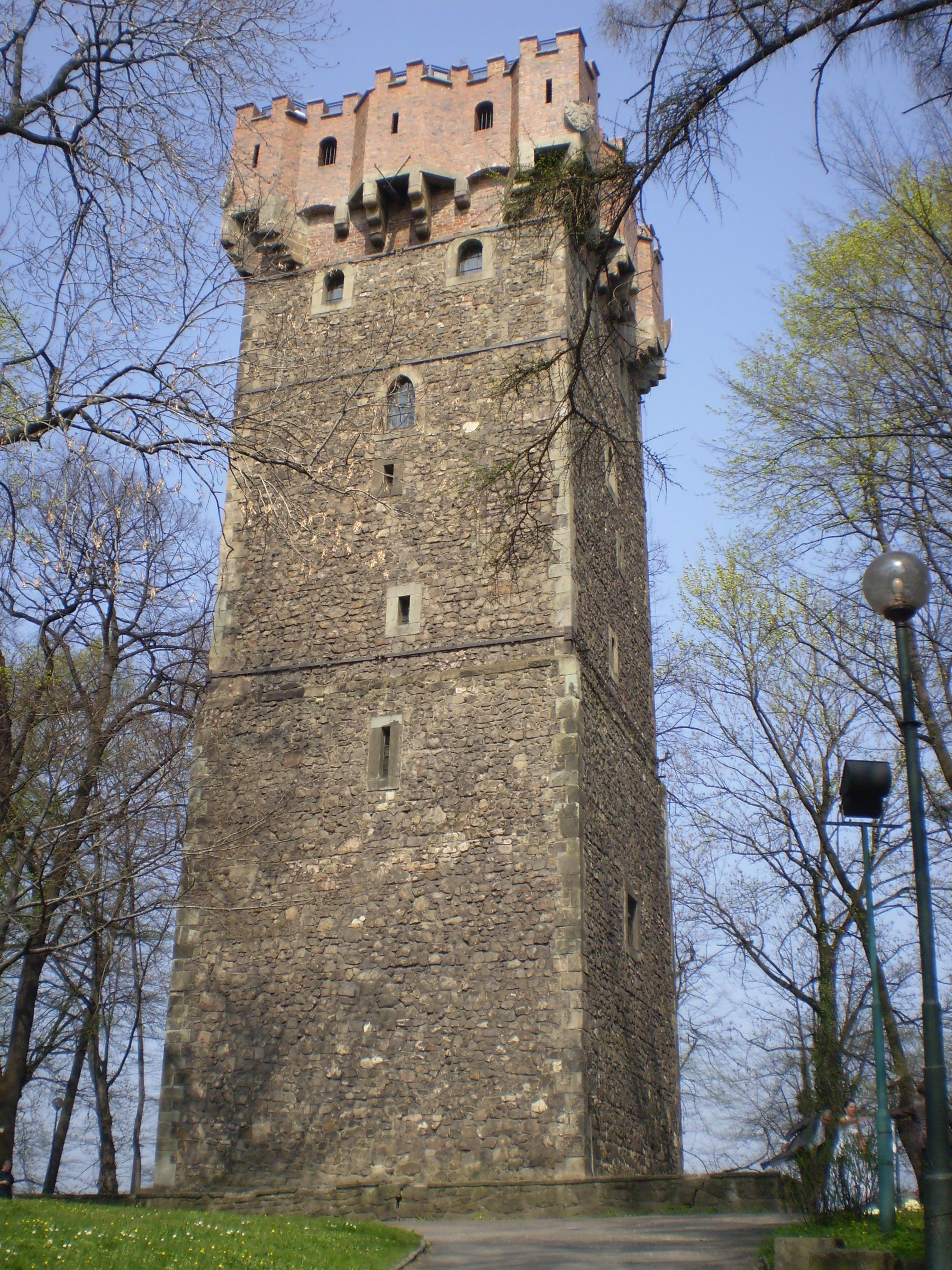
Tour du château des Piast à Teschen

En 1138, c'est l'ainé Ladislas II le Banni qui hérite du duché de Silésie avec Breslau pour capitale. Vers l'an 1173, ses deux fils partagent ce héritage à leur tour. La région sud-est autour de Teschen et Ratibor est attribuée à Mieszko Ier Jambes Mêlées, alors que les domaines plus grands autour de Breslau reviennent à son frère aîné Boleslas Ier le Long.
En 1177, sans doute pour compenser ce désavantage territorial et pour apaiser les conflits, le duc Casimir II le Juste qui règne alors à Cracovie et possède l'autorité sur les autres duchés des Piasts, octroie à Mieszko les domaines de Beuthen, d'Auschwitz, de Zator, de Sievers et de Pless. En 1202, peu après le décès de son frère Boleslas, Mieszko récupère également le duché d'Opole.
À la mort du petit-fils de Mieszko, le duc Ladislas d'Opole en 1281, la Haute-Silésie est à nouveau divisée. Ainsi, l’aîné des quatre fils de Władysław, Mieszko, devient le premier "duc de Teschen" en 1290.
Dans le conflit qui oppose différents Piast pour la suprématie, Mieszko, qui règne sur Teschen et Auschwitz se rapproche du royaume de Bohême. Il rend hommage au roi Venceslas II et participe aux batailles contre son cousin Ladislas Ier de Pologne. En 1305, il marie sa fille Viola Élisabeth avec le fils du roi, Venceslas III.
Après la mort de Mieszko en 1315, son fils aîné,Ladislas, hérite des territoires situés à l'est de la rivière Biała et y établit le duché d'Auschwitz, alors que son fils cadet, Casimir Ier de Cieszyn, conserve la partie occidentale autour de Teschen.
En février 1327, Casimir de Teschen en compagnie de Boleslas l'Aîné et Ladislas de Beuthen, se rend à Troppau où il rend l'hommage lige au roi de Bohême, Jean de Luxembourg. Teschen devient alors un fief du royaume de Bohême. En 1335, le roi Casimir III de Pologne renonce explicitement aux duchés silésiens, qui deviennent des pays de la « couronne de Bohême ».
Casimir de Teschen élargit son territoire. En 1337, il achète à Ladislas de Beuthen le duché de Sievers. En 1369, il acquiert également la moitié du duché de Glogau en Basse-Silésie et les domaines de Toszek et Pyskowice en duché de BeuthenBytom. Son fils, Przemyslas Ier Noszak, est diplomate et négociateur influent à la cour tchèque de l'empereur Charles IV, puis du roi Venceslas de Luxembourg.
En 1431, après la mort du fils de Przemysław Ier, Boleslas Ier, le gouvernement du duché de Teschen revient à sa veuve Euphémia de Mazovie et à leurs quatre fils mineurs : Venceslas Ier, WLadislas de Glogau, Przemyslas II et Boleslas II. En 1442, à la majorité des princes, le duché est divisé entre les fils qui sont officiellement corégents de Teschen. Un an plus tard, Venceslas vend le duché de Sievers à l'évêque de Cracovie Zbigniew Oleśnicki. Le pouvoir réel sur Teschen passe à Przemyslas II, un fidèle soutien au roi de Bohême, Georges de Podébrady, mais aussi au roi de Hongrie Mathias Corvin. Après la mort de son frère Boleslas II en 1452, Przemyslas II règne seul sur Teschen. Son neveu et fils de Bolesław II, Casimir II lui succède à son décès en 1477. En 1480, Casimir acquièrt le duché de Pless à son beau-père, le duc de Troppau Victor de Poděbrady.

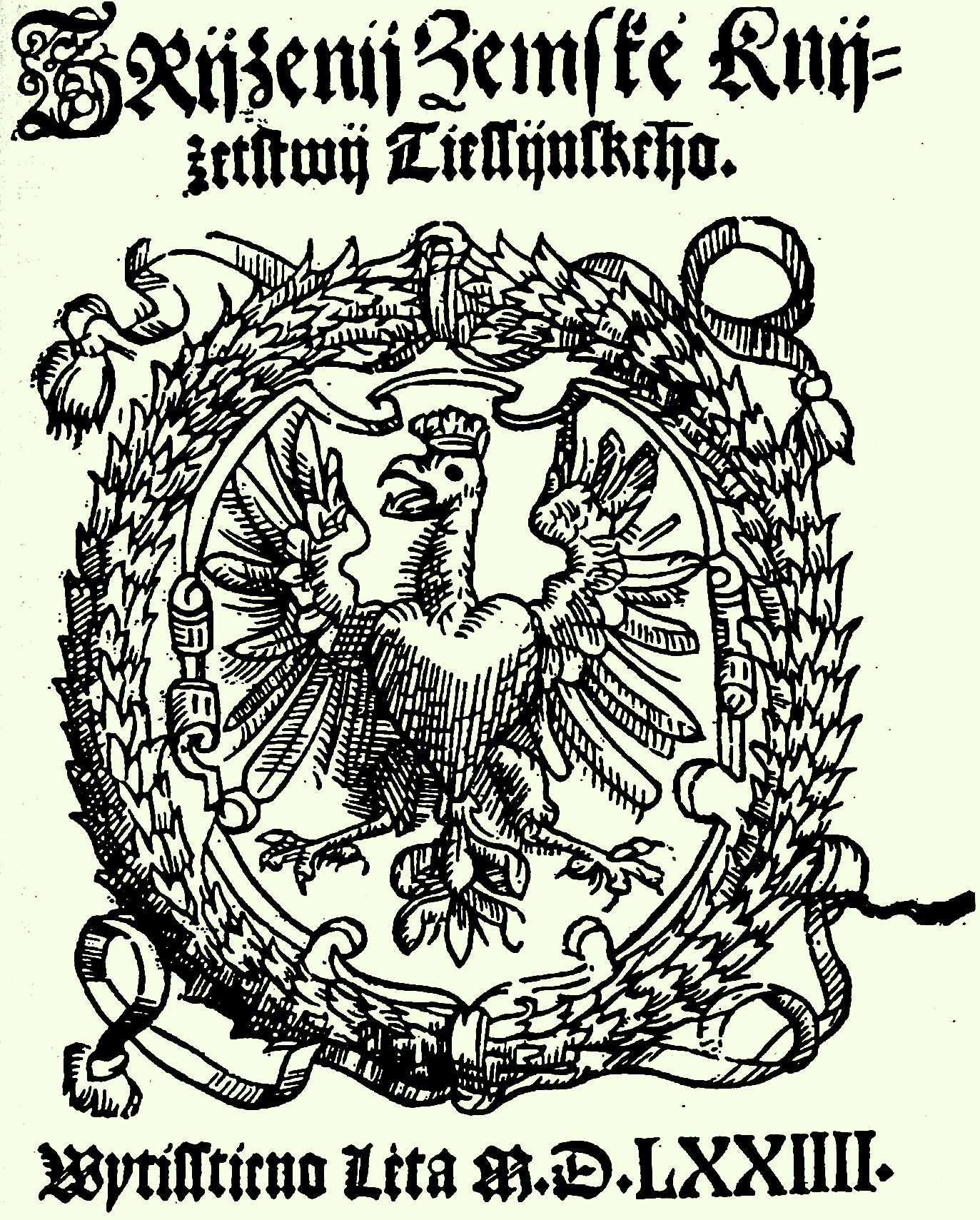
Page de garde de la constitution du duché de Teschen (imprimée en tchèque), par ordre du duc Venceslas III Adam en 1573.

Le grand-fils de Casimir II, le duc Venceslas III de Teschen, règne sur le duché à partir de 1528. Son règne dure cinquante ans. Au début placé sous tutelle de sa mère Anne, fille du margrave Frédéric II de Brandebourg-Ansbach. A cette époque, la foi protestante commence à se répandre à partir de Breslau dans toute la Silésie. Lorsque le duc se prononce en faveur de la foi réformatrice lors de son arrivée au pouvoir en 1545, la nouvelle foi est déjà bien ancrée dans la population. Le duché passe au protestantisme selon la formule cuius regio, eius religio, "tel prince, telle religion". Cependant, son fils et successeur Adam Venceslas revient au catholicisme en 1609 et promeut la Contre-Réforme. C'est la période de tensions politiques et religieuses croissantes dans les pays de Bohême. En 1572, le domaine de Bielitz-Bialia est séparée de Teschen.
La ligne masculine des Piast silésiens s'éteint avec le duc Frédéric Guillaume de Teschen mort en 1625, au cœur de la guerre de Trente Ans. Le règne des Piast se poursuit encore jusqu'en 1653 et se termine définitivement avec la mort de la sœur de Frédéric Guillaume, la duchesse Élisabeth Lucrèce. Malgré les protestations de son mari, le prince Gondacre de Liechtenstein, le duché revient de droit à la couronne de Bohême qui depuis 1526 fait partie du Saint-Empire romain germanique gouverné par la maison de Habsbourg.

### Règne des Habsbourg
Les empereurs de la maison de Habsbourg qui règnent sur Teschen à partir de 1653 soutiennent la Contre-Réforme. Les cultes protestants sont interdits, les édifices religieux remis à l’Église catholique, les livres protestants confisqués et la population protestante forcée, sous peine de représailles, soit à la conversion, soit à l’exil. En 1707 lorsque le roi de Suède, Charles XII, profitant de sa suprématie militaire face aux Habsbourg, force l’empereur Joseph à édifier « par grâce impériale » six églises protestantes en Silésie. L’église de la grâce de Teschen, l’Église de Jésus, est la plus grande des six et reste pendant des décennies la seule église protestante en Haute-Silésie.
En 1722, l'empereur Charles VI offre le duché au duc de Lorraine, Léopold Ier, en compensation de droits de sa grand-mère maternelle, l'impératrice Éléonore de Gonzague-Nevers, sur les duchés de Mantoue et de Montferrat en Italie perdus en faveur des Habsbourg d'Autriche.
Éduqué à la cour des Habsbourg à Vienne, le fils de Léopold, François, devient le gendre et successeur de l'empereur Charles VI, en épousant Marie-Thérèse d'Autriche. Bien que la majeure partie de la Silésie soit annexée par le royaume de Prusse à la suite des guerres de Silésie terminées par le traité de Hubertsbourg en 1763, le duché de Teschen reste sous le contrôle des Habsbourg. Il est intégré dans la Silésie autrichienne.
Après la mort de François, l'impératrice Marie-Thérèse offre le duché de Cieszyn en dot à sa fille Marie-Christine au moment de son mariage avec le prince Albert-Casimir de Saxe en 1766, qui prend le nom de Saxe-Teschen.
Partie de la Silésie autrichienne, le territoire de Teschen est intégré à l'empire d'Autriche en 1804 et à partir de 1867 à l'Autriche-Hongrie.
Albert-Casimir et Marie-Christine n'ont pas d'enfants, et à la mort d'Albert-Casimir, veuf depuis 1822, le duché passe à leur neveu et fils adoptif, l’archiduc Charles-Louis d'Autriche, vainqueur de la bataille d'Essling en 1809. Frère cadet de l'empereur d'Autriche François Ier, il fonde la lignée de Teschen de la maison de Habsbourg-Lorraine. En 1847, le duché passe à son fils aîné Albert Frédéric, feldmarschall de l'armée autrichienne à la bataille de Custoza en 1866. À sa mort, en 1895, Cieszyn passe au neveu de ce dernier, Frédéric de Habsbourg-Lorraine, commandant en chef des troupes austro-hongroises en 1914.

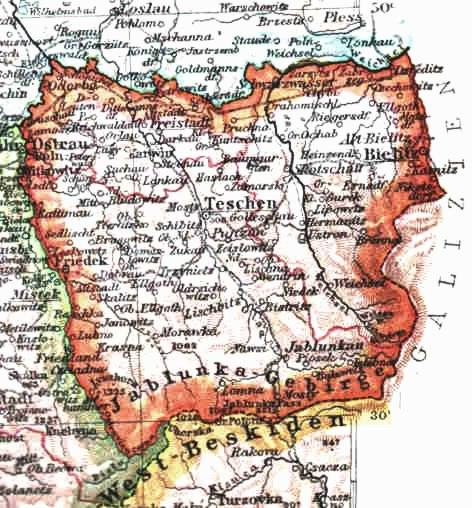
Carte du duché de Teschen (1893).

Dès la deuxième moitié du XIXe siècle, l'économie de la région de Teschen, correspondant aux districts de Bielitz-Biala, de Karviná, de Frýdek-Místek et Teschen, avec pour villes statutaires Teschen et Frydek-Mistek, se développe en particulier dans les secteurs des charbonnages et des usines sidérurgiques. Cependant cette partie de l'empire austro-hongrois reste très arriérée au point de vue économique. Les terrains forestiers des Carpates polonaises subissent au XIXe siècle et au commencement du XXe siècle une grave dévastation quantitative et qualitative.
À la fin de la Première Guerre mondiale, le duché disparaît avec la dissolution de l'Autriche-Hongrie.
Après un conflit frontalier en 1919, son territoire peuplé de Polonais (76 %), de Tchèques (14 %) et d’Allemands (10 %) est partagé le long de la rivière Olza entre la deuxième république de Pologne et la République tchécoslovaque.
Frédéric de Teschen est mort en exil à Magyaróvár en Hongrie en 1935, la ligne masculine s'éteignit avec le décès de son fils Albert François en 1955.

## Ducs de Teschen

### Dynastie Piast
- 1290–1315 : Mieszko Ier
- 1315–1358 : Casimir Ier
- 1358–1410 : Przemyslas Ier Noszak
- 1410–1431 : Boleslas Ier de Cieszyn
- 1431–1442 : Euphémie et ses fils: Venceslas Ier, Ladislas de Glogau, Boleslas II et Przemyslas II
- 1442–1452 : Przemyslas II et Boleslas II
- 1452–1477 : Przemyslas II
- 1477–1528 : Casimir II
  - Frédéric († 1507)
  - 1518–1524 : Venceslas II
- 1528–1579 : Venceslas III Adam
  - 1560–1571 Frédéric Casimir
- 1579–1617 : Adam Venceslas
- 1617–1625 : Frédéric Guillaume
- 1625–1653 : Elizabeth Lucrèce

### Maison de Habsbourg
- 1722-1729 : Léopold Joseph, duc de Lorraine et de Bar
- 1729-1765 : François Étienne, duc de Lorraine et de Bar
- 1765-1798 : Marie-Christine d'Autriche, gouvernante des Pays-Bas autrichiens
  - 1766-1822 : Albert de Saxe, gouverneur des Pays-Bas autrichiens
- 1822-1847 : Charles-Louis d'Autriche
- 1847-1895 : Albert d'Autriche
- 1895-1918 : Frédéric d'Autriche

## Sources
- (en) Cet article est partiellement ou en totalité issu de l’article de Wikipédia en anglais intitulé « Duchy of Teschen » (voir la liste des auteurs), édition du 8 juillet 2014.
- (de) Europaïsche Stammtafeln Vittorio Klostermann, Gmbh, Francfort-sur-le-Main, 2004  (ISBN 3465032926),  Die Herzoge von Auschwitz †1495/97, von Zator †1513 und von Tost †1464 sowie die Herzoge von Teschen 1315-1625 resp. 1653 des Stammes der Piasten  Volume III Tafel 16.
- (en) & (de) Peter Truhart, Regents of Nations, K. G Saur Münich, 1984-1988 (ISBN 359810491X), Art. « Teschen (Pol. Cieszyn) », p.  2.455.